# Jocelyne
Jocelyne, rodným jménem Jocelyne Esther Journo (14. srpna 1951 Tunis – 25. června 1972 Bry-sur-Marne), byla francouzská zpěvačka.

## Život a kariéra
Narodila se v roce 1951 v rodině zubaře z Tunisu. V roce 1958 se rodina přestěhovala do Champs-sur-Marne. V únoru 1964, kdy vydala své první album, jí bylo pouhých dvanáct a půl roku. Pozornost posluchačů upoutala především díky svému vynikajícímu smyslu pro rytmus a výraznému hlasu, pro který byla tehdy přirovnávána k Brendě Lee, která byla v té době velkou hvězdou v USA. Téhož roku se objevila na pódiu L´Olympia po boku Dalidy a dalších osobností.
Skutečný úspěch přišel s jejím druhým albem, v červnu 1964, na kterém vskutku nazpívala dva hity Brendy Lee ve francouzštině (Lonely Lonely Lonely Me / Le dimanche et le jeudi, a Heart In Hand / J'ai changé de pays). Během následujících dvou let vydala ve Francii další čtyři alba, čímž její popularita dále vzrostla.
V roce 1968 získala nahrávací smlouvu v kanadském Québecu a přesunula se do zámoří. Ve Francii se na ni mezitím začalo zapomínat, takže když se v roce 1970 vrátila, musela si veřejnost znovu podmanit. Rozvoj její kariéry však ukončila tragická nehoda: 25. června 1972, v nedožitých 21 letech, zahynula při pádu na motorce. Nedlouho předtím nahrála velmi originální verzi známé písně My Way (v úpravě Jeana-Clauda Vanniera a v aranžmá Michela Bernarda) a Qui la nuit Alaina Bashunga a Michela Bernarda; tyto dvě písně na její památku vyšly na singlu vydaném krátce po její smrti.

## Diskografie
Během své kariéry vydala v letech 1964–1966 jeden singl, a další dva (po návratu z Quebecu) v letech 1970–1972. Své jediné velké album s názvem Jocelyne vydala v lednu 1965; obsahovalo následující písně:
1. Les Garçons
2. Le Ciel ne lui a rien donné
3. On prétend que j'ai pleuré
4. La la la la la
5. Quelqu'un d'autre
6. Elle me l'a volé
7. Exodus
8. Nitty Gritty
9. Le Dimanche et le jeudi
10. J'avais un grand ami
11. À la fin tu gagneras
12. J'ai changé de pays

U příležitosti 30. výročí jejího úmrtí bylo v lednu 2002 v rámci řady Twistin The Rock (Vol. 19) vydáno kompilační album Jocelyne s těmito písněmi:
- CD 1:

1. Il a tout pour lui
2. Je suis seule
3. La vie c'est bon
4. Non plus comme avant
5. Le dimanche et le jeudi
6. J'ai changé de pays
7. Il sera à moi
8. Pourquoi?
9. Les garçons
10. Où serons-nous demain?
11. La la la la la
12. Oui j'ai peur
13. Nitty gritty
14. Exodus
15. On prétend que j'ai pleuré
16. Le ciel ne lui a rien donné

- CD 2:

1. Quelqu'un d'autre
2. Elle me l'a volé
3. J'avais un grand ami
4. À la fin tu gagneras
5. Chaque fois que je rêve
6. Oui je crois à la vie
7. Tu n'as pas de cœur
8. C'est le moment
9. Regarde-moi
10. Mais ça valait la peine
11. Moi je veux croire à l'amour
12. Et je t'ai vu
13. Chantons plus fort
14. J'ai oublié
15. Reviendra-t-il encore
16. Allez pleurer sans moi